# Mattia Liberali
Mattia Liberali (Carate Brianza, Lombardía, 6 de abril de 2007) es un futbolista italiano. Juega de mediocentro ofensivo y su equipo actual es el Milan Futuro de la Serie C, tercera categoría del fútbol italiano.

## Trayectoria
A sus 6 años comenzó a jugar al fútbol en Águilas de Brianza, se destacó desde niño y en 2014 fue captado por La Dominante, club afiliado a Milan. En 2015 pasó definitivamente al Rossoneri para continuar su carrera, culminó la formación infantil e inició la juvenil.
En el año 2022 fue parte del plantel que ganó el campeonato sub-15, vencieron en la final a Fiorentina 1-0 con un gol de Francesco Camarda.
Durante la temporada 2022-23 tuvo participación con la sub-17 a pesar de dar 1 año de ventaja, llegaron a la semifinal del campeonato y fueron derrotados por Roma 2-0.
Fue ascendido a la sub-19 del club, comenzó como suplente la temporada 2023-24 pero tuvo minutos, totalizó 20 presencias y 6 goles en el plano local, además jugó 5 encuentros con la sub-18, le bastó para convertir 3 tantos, con su categoría, la sub-17, disputó 11 partidos y anotó en 5 oportunidades. Tuvo su debut internacional en la Champions League Juvenil, donde colaboró con 1 gol en 5 juegos, llegaron a la final pero fueron derrotados 3-0 por Olympiacos.
Para la temporada 2024-25 fue ascendido al primer equipo de Milan y realizó la pretemporada con los profesionales. Tuvo su debut el 20 de julio de 2024, en un amistoso contra Rapid Viena, jugó como titular y empataron 1-1. Una semana después tuvo minutos contra Manchester City, ingresó en el transcurso del segundo tiempo y derrotaron al club inglés 2-3. El 31 de julio tuvo su oportunidad como titular nuevamente, esta vez contra Real Madrid, tuvo buena participación, al minuto 55 se llevó la marca hasta el centro del área rival, le brindó un pase a Chukwueze que desbordó por el lado derecho y lo transformó en el único gol del partido.
Luego de la pretemporada se incorporó a la reserva del club, Milan Futuro. Debutó como profesional el 10 de agosto de 2024 en la primera ronda de la Coppa Italia Serie C, el entrenador Daniele Bonera lo colocó de titular, convirtió un gol y derrotaron 0-3 a Lecco. Disputó su primer encuentro oficial con 17 años y la camiseta número 10. El 15 de diciembre tuvo su debut con el primer equipo de Milan, a pesar de ser su primer partido jugó como titular en la fecha 16 de la Serie A 2024-25, frente a Genoa, resultó un empate sin goles en el Giuseppe Meazza ante más de 70000 espectadores.

## Selección nacional
Ha sido internacional con la selección de fútbol de Italia en las categorías juveniles sub-15, sub-16, sub-17 y sub-19.

## Estadísticas

### Clubes
Actualizado al último partido disputado el 29 de marzo de 2025.
| Club                  | Div.          | Temporada     | Liga  | Liga  | Liga   | Copas nacionales | Copas nacionales | Copas nacionales | Copas internacionales | Copas internacionales | Copas internacionales | Total | Total | Total  |
| Club                  | Div.          | Temporada     | Part. | Goles | Asist. | Part.            | Goles            | Asist.           | Part.                 | Goles                 | Asist.                | Part. | Goles | Asist. |
| --------------------- | ------------- | ------------- | ----- | ----- | ------ | ---------------- | ---------------- | ---------------- | --------------------- | --------------------- | --------------------- | ----- | ----- | ------ |
| Milan Futuro · Italia | 3.ª           | 2024-25       | 8     | 0     | 0      | 2                | 1                | 0                | —                     | —                     | —                     | 10    | 1     | 0      |
| Milan Futuro · Italia | Total club    | Total club    | 8     | 0     | 0      | 2                | 1                | 0                | 0                     | 0                     | 0                     | 10    | 1     | 0      |
| A. C. Milan · Italia  | 1.ª           | 2024-25       | 1     | 0     | 0      | -                | -                | -                | -                     | -                     | -                     | 1     | 0     | 0      |
| A. C. Milan · Italia  | 1.ª           | 2025-26       | -     | -     | -      | -                | -                | -                | -                     | -                     | -                     | 0     | 0     | 0      |
| A. C. Milan · Italia  | Total club    | Total club    | 1     | 0     | 0      | 0                | 0                | 0                | 0                     | 0                     | 0                     | 1     | 0     | 0      |
| Total carrera         | Total carrera | Total carrera | 9     | 0     | 0      | 2                | 1                | 0                | 0                     | 0                     | 0                     | 11    | 1     | 0      |
| 1.                    |               |               |       |       |        |                  |                  |                  |                       |                       |                       |       |       |        |

### Selección
Actualizado al último partido disputado el 25 de marzo de 2025.
| Selección         | Temporada         | Continental | Continental | Continental | Mundial | Mundial | Mundial | Amistosos | Amistosos | Amistosos | Total | Total | Total  |
| Selección         | Temporada         | Part.       | Goles       | Asist.      | Part.   | Goles   | Asist.  | Part.     | Goles     | Asist.    | Part. | Goles | Asist. |
| ----------------- | ----------------- | ----------- | ----------- | ----------- | ------- | ------- | ------- | --------- | --------- | --------- | ----- | ----- | ------ |
| Sub-15 · Italia   | 2022              | —           | —           | —           | —       | —       | —       | 6         | 4         | 0         | 6     | 4     | 0      |
| Sub-15 · Italia   | Total sel.        | 0           | 0           | 0           | 0       | 0       | 0       | 6         | 4         | 0         | 6     | 4     | 0      |
| Sub-16 · Italia   | 2022              | —           | —           | —           | —       | —       | —       | 8         | 2         | 2         | 8     | 2     | 2      |
| Sub-16 · Italia   | 2023              | —           | —           | —           | —       | —       | —       | 2         | 1         | 0         | 2     | 1     | 0      |
| Sub-16 · Italia   | Total sel.        | 0           | 0           | 0           | 0       | 0       | 0       | 10        | 3         | 2         | 10    | 3     | 2      |
| Sub-17 · Italia   | 2022-23           | 5           | 1           | 0           | —       | —       | —       | 2         | 0         | 0         | 7     | 1     | 0      |
| Sub-17 · Italia   | 2023-24           | 12          | 4           | 1           | —       | —       | —       | 9         | 1         | 2         | 21    | 5     | 3      |
| Sub-17 · Italia   | Total sel.        | 17          | 5           | 1           | 0       | 0       | 0       | 11        | 1         | 2         | 28    | 6     | 3      |
| Sub-19 · Italia   | 2024-25           | 5           | 2           | 0           | —       | —       | —       | 5         | 2         | 1         | 10    | 4     | 1      |
| Sub-19 · Italia   | Total sel.        | 5           | 2           | 0           | 0       | 0       | 0       | 5         | 2         | 1         | 10    | 4     | 1      |
| Total selecciones | Total selecciones | 0           | 0           | 0           | 0       | 0       | 0       | 0         | 0         | 0         | 0     | 0     | 0      |
| 1.                |                   |             |             |             |         |         |         |           |           |           |       |       |        |

## Palmarés

### Títulos internacionales
| Título                    | Equipo              | Sede   | Año  |
| ------------------------- | ------------------- | ------ | ---- |
| Campeonato Europeo Sub-17 | Selección de Italia | Chipre | 2024 |

### Distinciones individuales
| Distinción                                                                             | Año  |
| -------------------------------------------------------------------------------------- | ---- |
| Parte del equipo ideal del Campeonato de Europa Sub-17                                 | 2024 |
| Parte de los 60 mejores jugadores jóvenes del mundo para The Guardian (categoría 2007) | 2024 |